# Félix de Blochausen
Félix de Blochausen (Schieren, 5 de març de 1834 - Schieren, 15 de novembre de 1915), fou un polític luxemburguès, fou el 6è primer ministre de Luxemburg durant deu anys del 26 de desembre de 1874 al 20 de febrer de 1885, i com era habitual també a l'època va ser ministre d'Afers Exteriors a la vegada. De 1872 a 1873 va ser President de la Cambra de Diputats.

## Biografia
El 26 de desembre de 1874, després que Emmanuel Servais presentarà la seva dimissió, Blochausen va ser nomenat primer ministre i ministre d'Afers Exteriors. Des del 21 de setembre al 12 d'octubre de 1882, va ser ministre de Finances. Sota el seu govern van ser reformats el codi penal i l'educació. El 20 de febrer 1885 Blochausen va haver de renunciar a causa d'un escàndol d'abús d'informació privilegiada.
El govern Blochausen va introduir reformes en l'educació primària. Contra l'oposició dels diputats conservadors, es va fer obligatori l'assistència a l'escola durant sis anys, entre els 6 a 12 anys. La reforma va donar lloc a debats de gran abast sobre el paper de l'Estat a la societat, i la relació entre l'església i l'estat. La nova llei de fet donava el deure a l'Estat d'organitzar l'educació pública, mentre que l'església conservava un nivell d'influència sobre l'educació a nivell local, i tenia poders de supervisió sobre els professors.

### Post-govern
Des de 1893 fins a la seva mort, Félix de Blochausen va ser el president de la Grand-Ducal Société agricole. Va morir el 15 de novembre 1915 en el seu lloc de naixement, el Castell de Birtrange.

## Honors
- Gran Creu de l'Orde de la Corona de Roure[2]